# Tim Haines
Tim Haines is een Britse televisiemaker en het brein achter de documentaireserie Walking With Dinosaurs. Ook maakte hij de spin-off series Walking With Beasts en Walking With Monsters. Hij schreef over Walking With Dinosaurs en Walking With Beasts ook boeken.
Haines studeerde in 1982 af in de zoölogie aan Bangor University. Hij werkte als wetenschapsjournalist voor kranten, BBC World Service en Radio 4.